# Lehmrade
Lehmrade là một đô thị thuộc huyện Lauenburg, trong bang Schleswig-Holstein, nước Đức. Đô thị Lehmrade có diện tích 11,4 km², dân số thời điểm 31 tháng 12 năm 2006 là 458 người.